# Сейлорвілл (Айова)
Сейлорвілл (англ. Saylorville) — переписна місцевість (CDP) в США, в окрузі Полк штату Айова. Населення — 3584 особи (2020).

## Географія
Сейлорвілл розташований за координатами 41°40′52″ пн. ш. 93°37′40″ зх. д. / 41.68111° пн. ш. 93.62778° зх. д. (41.681038, -93.627770).  За даними Бюро перепису населення США в 2010 році переписна місцевість мала площу 18,23 км², уся площа — суходіл.

## Демографія
Згідно з переписом 2010 року, у переписній місцевості мешкала 3301 особа в 1287 домогосподарствах у складі 1004 родин. Густота населення становила 181 особа/км².  Було 1331 помешкання (73/км²).
Расовий склад населення:
| - 97,3 % — білих - 0,9 % — чорних або афроамериканців - 0,9 % — азіатів - 0,2 % — корінних американців |

До двох чи більше рас належало 0,5 %. Частка іспаномовних становила 1,4 % від усіх жителів.
За віковим діапазоном населення розподілялося таким чином: 22,8 % — особи молодші 18 років, 62,4 % — особи у віці 18—64 років, 14,8 % — особи у віці 65 років та старші. Медіана віку мешканця становила 45,0 року. На 100 осіб жіночої статі у переписній місцевості припадало 100,8 чоловіків;  на 100 жінок у віці від 18 років та старших — 97,6 чоловіків також старших 18 років.
Середній дохід на одне домашнє господарство  становив 84 019 доларів США (медіана — 71 318), а середній дохід на одну сім'ю — 89 924 долари (медіана — 75 769). За межею бідності перебувало 14,6 % осіб, у тому числі 31,4 % дітей у віці до 18 років та 0,0 % осіб у віці 65 років та старших.
Цивільне працевлаштоване населення становило 1925 осіб. Основні галузі зайнятості: освіта, охорона здоров'я та соціальна допомога — 21,3 %, роздрібна торгівля — 16,7 %, науковці, спеціалісти, менеджери — 16,1 %.